# 14961 d’Auteroche
A 14961 d'Auteroche (ideiglenes jelöléssel 1996 LV3) a Naprendszer kisbolygóövében található aszteroida. Eric Walter Elst fedezte fel 1996. június 8-án.